# El libro negro (novela de Orhan Pamuk)
El libro negro es una novela de 1990 escrita por el autor turco Orhan Pamuk.

## Argumento
Galip, un abogado de Estambul, descubre que su esposa Rüya (que significa «sueño» en turco) lo ha abandonado sin dejar explicación, por lo que vaga por la ciudad buscando pistas de su paradero. Galip sospecha que ella está con su medio hermano Celal, un columnista del periódico Milliyet, pero descubre que él también está desaparecido. La historia de la búsqueda de Rüya está intercalada con columnas publicadas por Celal, las cuales son mediaciones literarias sobre la ciudad y su historia. Galip piensa que viviendo como Celal puede descubrir su manera de pensar y así encontrar donde están él y su esposa, por lo que se muda al apartamento del columnista, empieza a usar sus ropas e incluso escribe sus columnas.
Galip comienza a recibir llamadas telefónicas de un admirador obsesionado con Celal, quien muestra gran familiaridad con las columnas del escritor. Después de que las columnas escritas por Galip bajo el nombre de Celal empiezan a parecer ruegos a Rüya, una examante de Celal llama al apartamento pensando que van dirigidas a ella. Resulta que su esposo es el admirador que ha estado llamando, quien también ha seguido a Galip por Estambul esperando encontrar así al columnista, lo cual explica el sentimiento de Galip de estar siendo observado. Galip acepta encontrarse con el admirador y su esposa en la tienda de Aladdin, un lugar público que es un motivo recurrente en las columnas de Celal. Poco después, Celal y Rüya son asesinados a balazos en esa calle. La novela termina sin revelar quien fue el asesino.